# 菅原里奈
菅原 里奈（すがわら りな、1997年3月24日 - ）は、日本の元女子バレーボール選手である。

## 来歴
秋田県秋田市出身。小学4年生からバレーボールを始める。
秋田県立秋田北高等学校、東海大学を経て、2018-19シーズン、V.LEAGUE DIVISION2 WOMEN（V2女子）に所属するプレステージ・インターナショナルアランマーレの内定選手となった。内定選手としてV2女子の試合に出場し、Vリーグデビューを果たした。
2019年、大学卒業後に、プレステージ・インターナショナルアランマーレに入団した。
2020-21シーズン、V2女子でブロック賞を受賞。2021-22シーズンもV2女子でブロック賞を受賞した。2022-23シーズン、V2女子でチームの優勝に貢献し、V・チャレンジマッチのV1・V2入替戦での勝利にも貢献し、チームはV1昇格となった。
2024年6月3日、現役引退を発表。

## 所属チーム
- 秋田県立秋田北高等学校（2012-2015年）
- 東海大学（2015-2019年）
- プレステージ・インターナショナルアランマーレ（2019-2024年）

## 受賞歴
- 2021年 - 2020-21 V.LEAGUE DIVISION2 WOMEN ブロック賞
- 2022年 - 2021-22 V.LEAGUE DIVISION2 WOMEN ブロック賞